# Gąska szarobrązowa
Gąska szarobrązowa (Tricholoma gausapatum (Fr.) Quél.) – gatunek grzybów należący do rzędu pieczarkowców (Agaricales).

## Systematyka i nazewnictwo
Pozycja w klasyfikacji według Index Fungorum: Tricholoma, Tricholomataceae, Agaricales, Agaricomycetidae, Agaricomycetes, Agaricomycotina, Basidiomycota, Fungi.
Po raz pierwszy opisał go w 1821 r. Elias Fries, nadając mu nazwę Agaricus gausapatus. W 1872 r. Lucien Quélet przeniósł go do rodzaju Tricholoma. Niektóre synonimy:
- richoloma gausapatum var. bisporigerum Contu 2004
- Tricholoma murinaceum var. gausapatum (Fr.) Nüesch 1923
- Tricholoma terreum var. gausapatum (Fr.) Blanco-Dios 2015

Polską nazwę zarekomendował Władysław Wojewoda w 2003 r.

## Morfologia
Kapelusz o powierzchni wełnisto-zamszowej i brązowoszarej, blaszki sinoszare, na trzonie włóknista strefa pierścieniowa. Strzępki w hymenium ze sprzążkami lub pseudosprzążkami.

## Występowanie i siedlisko
Znane jest występowanie gąski szarobrązowej głównie w Europie. Poza nią podano tylko jedno miejsce jej występowania na zachodnim wybrzeżu Ameryki Północnej. Jest gatunkiem bardzo rzadkim. W Polsce do 2003 r. znane było tylko jedno stanowisko, ale w późniejszych latach podano kilka następnych.